# Backlash
Backlash är en svensk popgrupp från Lidköping, bildad 1998. 
Backlash startades i Lidköping av Oskar Lygner (musik, produktion och ljuddesign), Niklas Lundqvist (musik och text) och sångaren Erik Thorstensson (text) våren 1998. Strax efter start valde Torstensson att hoppa av bandet och gruppen fortsatte som en duo. De hade då färdigställt en fyraspårsdemo som kom i händerna på Mikael Ellgren:son (ex Shanghai, och som numera driver förlaget Lido Music). Mikael tog med sig den omärkta kassetten med bandet till skivbolag i Stockholm och bandet fick snabbt flera erbjudanden. Bandet bestämde sig för Telegram/Warner vilka tyckte demon var så bra att de släppte den utan några ändringar alls. Skivan fick namnet EP1 och spreds snabbt över världen[källa behövs]. Bandet gav sig ut på turné och spelade in en video till låten T-junction. Sångerskan Maria Skoog och trummisen Jonatan Hummelman kallades in som livemusiker och bandet började jobba på debutalbumet. Efter att bandets språkrör på skivbolaget slutade ville inte bandet fortsätta samarbetet då de inte ville dra åt samma musikaliska håll som Telegram.
2000 testades sångerskan Malin Andersson som sedan blev officiell medlem och bandet spelade in debutskivan Impetus, de skrev kontrakt med independentbolaget Memento Materia som släppte skivan 2001. Bandet gav sig återigen ut på turné efter att albumet fått fantastisk kritik[källa behövs]. Men spelningarna fick istället ljummen kritik och Malin lämnade bandet kort därefter.
2003 tog Oskar och Nicklas upp kontakten med ursprungssångaren Erik Thorstensson och spelade in albumet Heliotrope som släpptes i såväl Europa som USA 2004.
2007 släppte gruppen sitt tredje fullängdsalbum Shape of Things to Come.
2009 släppte gruppen två digitala EP i en serie om fyra stycken. Den första innehåller två Ultravox-covers: "Queit Men" och "Slow Motion". EP nummer två är betydligt poppigare och singeln "Divine" tar gruppen i en ny riktning. 

## Diskografi
Gruppens samtliga skivor är utgivna på förlaget Lido Music Publishing[källa behövs]. Första skivan EP1 är utgivna hos Telegram/Warner, övriga hos Memento Materia/Border Music och WTII Records.
- EP1 (CDM 1999, spår: Make-believe, T-junction, Happy Cab, Deceived).
- Impetus (CD 2001, spår: Liberation, Fix, Heal, Alter Ego, Visionary Fields, Blind, Spirit In Reverse, Impetus, Regression Is No Option, Repulsive Trip).
- Blind (CDM 2004, spår: Blind (radio edit), Operating Tracks (Front 242-cover), Blind (slot b mix), Impetus (98 version), Anodyne For The Weak, Nothing Stays Forever (excerpts from r.i.n.o.)).
- Heliotrope (CD WTII Records 2004, spår: Lodestar [Listen], Heliotrope, Pin Me Down, The Wrench Of Parting [Listen], Purity For a Sinner,  Hiatus 3, Hunt, Keep Throwing It Away, Splinter, Unconsciously Astray, Shiver. Bonusspår: The Side-Effect of Pretention).
- Loadstar EP (CDM WTII Records 2005, spår: Lodestar (P Remix), Lodestar (Love Is In The Ear Mix), Lodestar (Eliasson Remix) (remixad av Anders Eliasson från Lambretta), Lodestar (Jonatan Hummelman Acoustic Mix), Purity For A Sinner (Kill Something Mix), Splinter (The Boston Cucumber Mix), Man Of A Different Mould (Horizon Mix)).
- Shape of Things to Come (CD 2007, spår: Escalator People, Transit, White Noise, Dark Light, Man of a Different Mould, Saturnine, Forward a Blue Horizon, Memory of Lust, Hiatus Four, Fool Impersonated, Out of Sync (Devo-cover), Two, Breach, "Hidden track").
- Quiet Man EP (digital 2009, spår: Quiet Man (Ultravox-cover), Slow Motion (Ultravox-cover). Lipstick, Quiet Man (Club 12 inch mix)).
- Divine EP (digital 2009, spår: Divine, Letting Go, Divine (SLP-Remix), Switch, Wiching (A Flock Of Seagulls cover).